# Götz von Berlichingen zubenannt mit der eisernen Hand
Götz von Berlichingen zubenannt mit der eisernen Hand ist ein deutscher Stummfilm von 1925.

## Inhalt
Der Film ist eine Adaption des Schauspiels Götz von Berlichingen von Johann Wolfgang von Goethe.

## Hintergrund
Der siebenaktige Film besaß eine Länge von 2605 bis 2621 Metern Länge, das entspricht einer Spieldauer von etwa 96 Minuten. Die Filmzensur vom 23. September 1925 verhängte ein Jugendverbot, am 14. Oktober 1925 erfolgte im Ufa-Theater am Nollendorfplatz in Berlin die Uraufführung.
Gustav A. Knauer zeichnete für die Filmbauten verantwortlich, die Standfotos schoss Rudolf Krabbe.

## Kritik
Oskar Kalbus’ Vom Werden deutscher Filmkunst schrieb: „In recht glücklicher Verbindung der Goetheschen Formung des Stoffes und neuer historischer Motive aus der Zeit- und Lebensgeschichte des Ritters mit der eisernen Faust ist ‚Götz von Berlichingen‘ von dem Regisseur Hubert Moest verfilmt worden (1925). Eugen Klöpfer spielte einen verinnerlichten, weichen Götz, seine Frau war Lucie Höflich, Paul Hartmann gab den Weislingen, Gertrud Welcker die Gräfin Adelheid.“